# Hochkreuz Bockersend

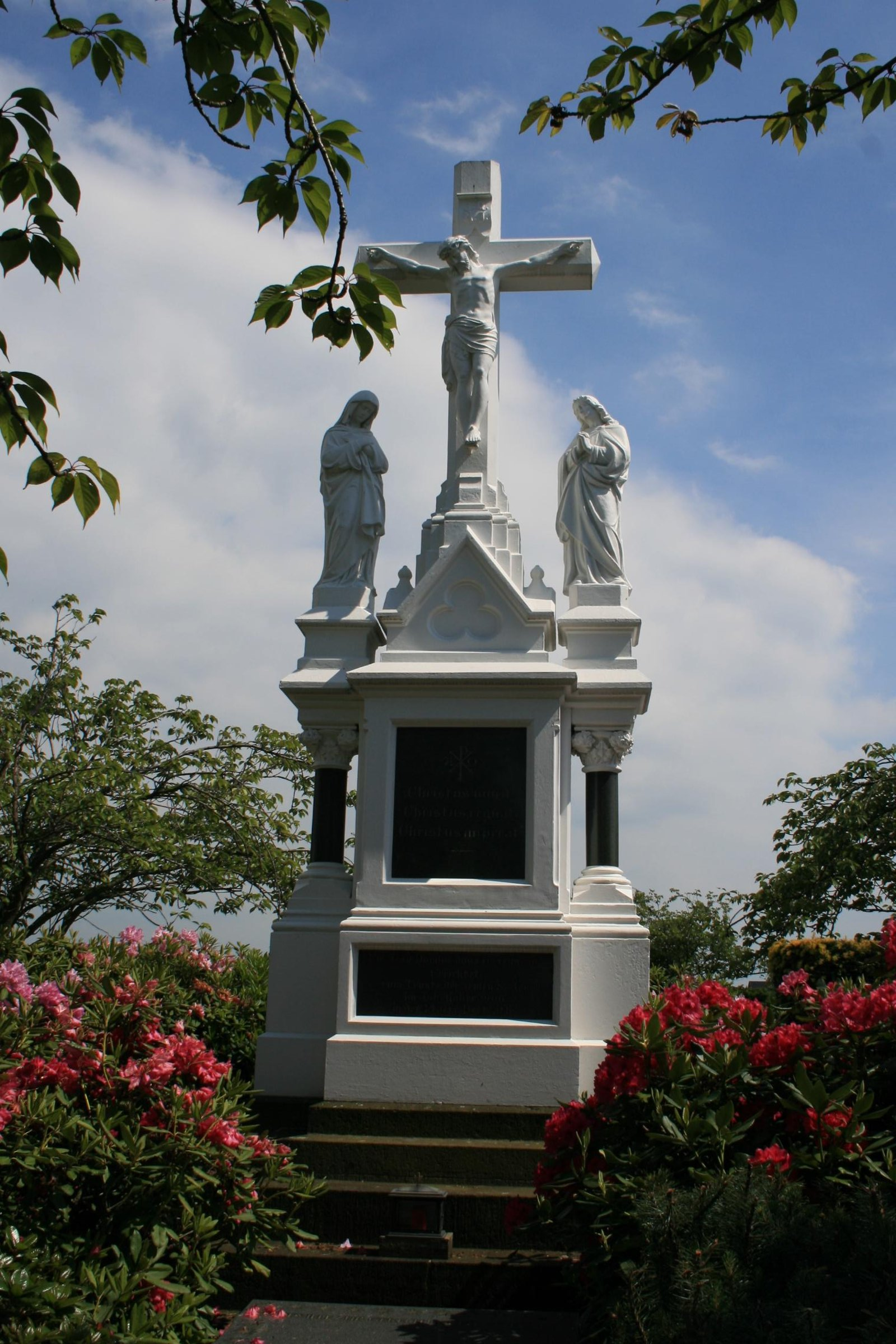
Hochkreuz (2010)

Das Hochkreuz Bockersend steht im Stadtteil Bettrath-Hoven in Mönchengladbach (Nordrhein-Westfalen).
Das Kreuz wurde 1900 erbaut. Es ist unter Nr. B 154 am 12. November 1996 in die Denkmalliste der Stadt Mönchengladbach eingetragen worden.

## Architektur
Das Kreuz steht an zentraler Stelle auf dem um 1900 angelegten Friedhof in Bockersend. Bei dem insgesamt 6 m hohen Hochkreuz aus weiß geschlämmtem Sandstein handelt es sich um eine mehrfach gegliederte Kreuzanlage unter Verwendung verschiedener Grabmalselemente: Auf einem dreistufigen Kunststeinpodest erhebt sich ein Grabaltar mit gotisierendem Giebelaufsatz. Als Überkrönung dient ein fialartiger Aufbau, aus dem das Schaftkreuz mit Corpus hoch aufragt. Figuren der Maria (links) und des Johannes (rechts) auf säulengestützten Podesten flankieren das Kreuz als Assistenzfiguren. 
Auf Tafeln am Sockel befinden sich lateinische Inschriften: Auf der oberen Tafel „Christus vincit, Christus regnat, Christus imperat“ (dt.: „Christus Sieger, Christus König, Christus Herr in Ewigkeit“) und auf der unteren Tafel: „Pie Jesu Domine dona eis requiem“  (dt.: „Gütiger Jesus, Herr, gib ihnen Ruhe“), darunter der Satz: „Errichtet zum Troste der armen Seelen im Jubeljahr 1900 von der Pfarre Bettrath“.